# Мутасим Гадафи
Мутасим Гадафи (арап. مُعْتَصِمٌ بِٱللهِ ٱلْقَذَّافِيّ;‎ 18. децембар 1974 — 20. октобар 2011) био је бивши либијски официр и пети син либијског вође Муамера ел Гадафија.
Априла 2010. састао се са Хилари Клинтон, државним секретаром САД. То је био највиши међудржавнички сусрет пошто су Либија и САД обновиле дипломатске везе. Живио је неколико година у Египту.
Од 2010. године је био савјетник за националну безбједност Либије. Убијен је када је заробљен од стране побуњеничких снага у либијском граду Сирту 20. октобра 2011. године. Био је командант одбране Сирта.